# Binny a duchové
Binny a duchové (v německém originále Binny und der Geist) je německý televizní sitcom stanice Disney Channel. Jeho první díl měl v Německu premiéru 23. března 2013. Seriál vypráví o nových majitelů Naumanových a jejich dceři Binny, která ve staré vile potkává přátelského ducha jménem Melchior. Později se ale společně vydají na společné dobrodružství, kde řeší záhady v okolí. Na konci první řady ale Binnyina nejlepší kamarádka Luca zjistí Binnyino tajemství – že vidí ducha Melchiora. Luca ale její tajemství udrží a ve druhé řadě se k nim přidává a pomáhá jim řešit záhady.

## Obsazení

### Hlavní postavy
- Merle Juschka jako Binny Baumann (český dabing: 1. série Kristýna Valová, 2. série Kristýna Skružná)
- Johannes Hallervorden jako Melchior von und zu Panke (český dabing: Petr Neskusil)
- Katharina Kaali jako Wanda Baumann (český dabing: Kateřina Sochorová)
- Steffen Groth jako Ronald Baumann (český dabing: Zdeněk Podhůrský)
- Eliz Tabea Thrun jako Luca Schuster (český dabing: 1. série Klára Nováková / Lucie Kušnírová, 2. série Lucie Kušnírová)
- Stefan Weinert jako Hubertus van Horas (1. řada), (český dabing: Marek Libert)
- Stefan Becker jako Bodo (český dabing: Dalibor Gondík)
- Robert Köhler jako Rhett Thorn (2. řada), (český dabing: Jan Maxián)

### Vedlejší role
- Inga Busch jako Steffi Schuster (český dabing: Lucie Svobodová)
- Anselm Bresgott jako Mark (český dabing: Jan Rimbala)
- Patrick von Blume jako Ředitel Rotig (český dabing: Martin Sobotka)
- Paul Maximilian Schüller jako Martin (český dabing: Daniel Krejčík)
- Hoang Dang-Vu jako Jan (český dabing: Jan Rimbala)
- Lucas Reiber jako Niklas Neudecker (český dabing: Oldřich Hajlich)

### Ostatní role
- Karin Düwel jako Sophia (český dabing: Hana Kalpová)
- Carl Heinz Choynski jako Albert (český dabing: Bohuslav Kalva)
- Margot Nagel jako Margarita (český dabing: Radka Malá)
- Marie Gruber jako Ilse (český dabing: Dana Syslová)
- Oliver Broumis jako Mommsen (český dabing: Ivo Novák)
- Robin Rosemann jako Matze (český dabing: Robin Pařík)
- Till Favier jako Basti (český dabing: Jan Batěk)

## Vysílání
| Řada | Díly | Premiéra v Německu | Premiéra v Německu | Premiéra v ČR     | Premiéra v ČR   |
| Řada | Díly | První díl          | Poslední díl       | První díl         | Poslední díl    |
| ---- | ---- | ------------------ | ------------------ | ----------------- | --------------- |
| 1    | 13   | 23. března 2013    | 18. ledna 2015     | 13. prosince 2014 | 10. května 2015 |
| 2    | 10   | 10. dubna 2016     | 15. května 2016    | 1. srpna 2016     | 10. srpna 2016  |